# Colegio Mayor

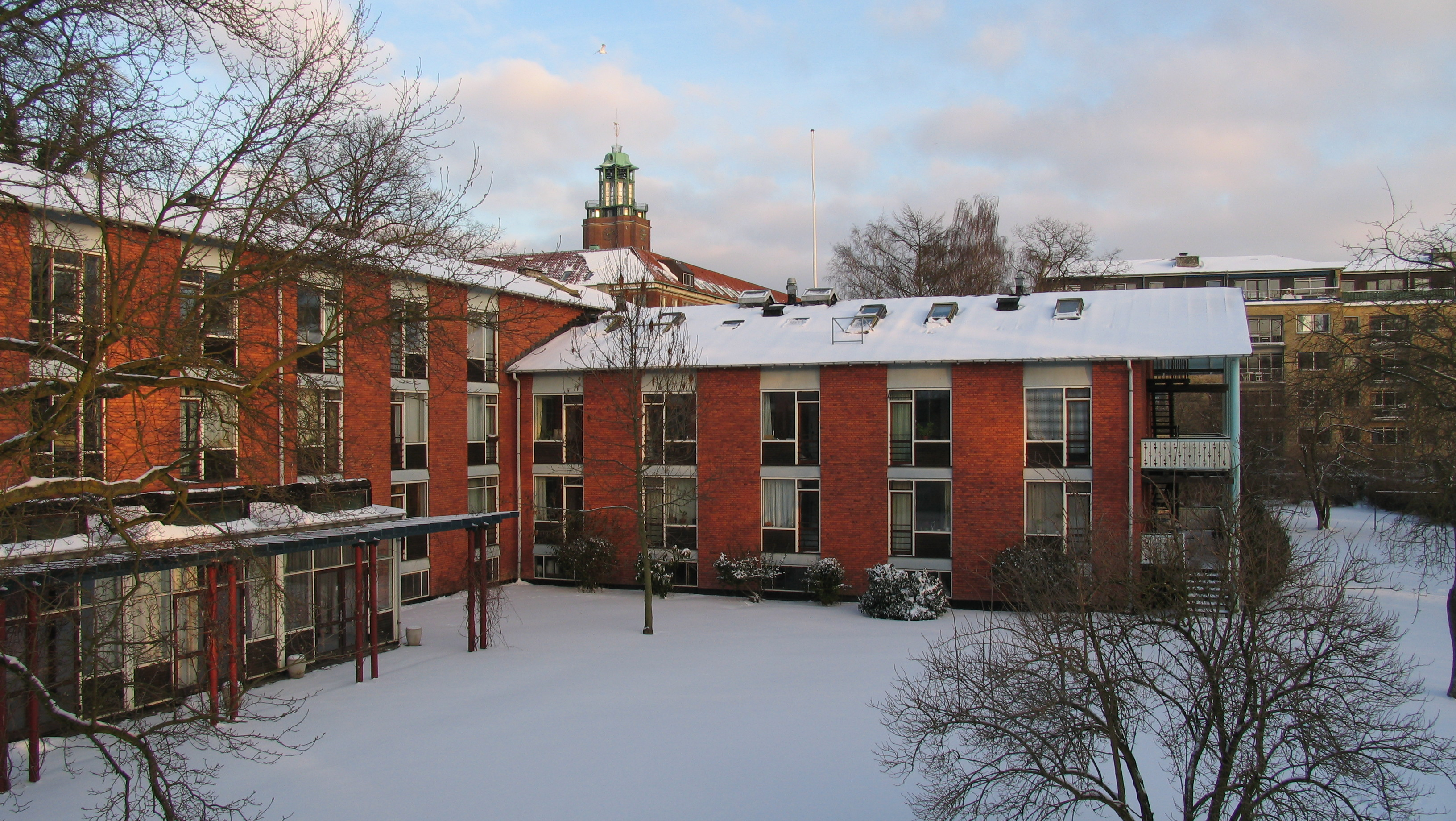
4. Le Maj Kollegiet de Frederiksberg (tel qu'il était en janvier 2006) n'accepte que les enfants et petits-enfants des combattants de la liberté de la Seconde Guerre mondiale.

Un Colegio Mayor est une institution éducative supérieure espagnole pour des étudiants se destinant à de hautes charges dans l'administration ou dans l'Église espagnole. Ces Colegios Mayores, « sortes de grandes écoles fonctionnant en marge des universités », datent pour la plupart d'entre eux de la fin du XVe siècle et au début du XVIe siècle. L'adjectif « mayor », qui signifie « supérieur », accolé à ces collèges s'explique par la qualité de l'enseignement qui y était dispensé, et donc par la grande compétence des étudiants qui en étaient issus, ainsi que par la grande sévérité des enquêtes de « pureté de sang » imposées à ceux qui souhaitaient les intégrer. En outre, cela permettait de les distinguer des très nombreux collèges, souvent moins prestigieux, dépendant des ordres religieux et militaires. Certains de ces « collèges mineurs » étaient d'ailleurs plus ou moins rattachés aux Colegios Mayores : à Alcala, on en dénombre une vingtaine, étroitement subordonnés à San Ildefonso.
Les Colegios Mayores étaient au nombre de six, dans trois villes universitaires :  
- À Salamanque se trouvaient quatre d'entre eux : San Bartolomé (ou Colegio Viejo), fondé en 1401 pour 15 boursiers ; Cuenca, pôur 20 boursiers ; San Salvador de Oviedo, fondé en 1517 pour 18 boursiers ; del Arzobispo, fondé en 1521 par l'archevêque de Tolède, Alonso de Fonseca, pour 22 boursiers ;
- À Valladolid, le Colegio Mayor de Santa Cruz, fondé en 1484 pour 27 boursiers ;
- À Alcala de Henares, le Colegio Mayor de San Ildefonso, fondé en 1508 par le cardinal Cisneros pour 24 boursiers.

Ainsi, à San Ildefonso, chaque étudiant boursier (colegio) voyait ses huit années d'études (arts, droit canon, théologie) entièrement prises en charge. Le cursus était également suivi, aux côtés de ces « prébendés », par des pensionnaires (porcionistas) payants issus de la meilleure noblesse espagnole, auxquels s'ajoutaient « des étudiants pauvres de la faculté des arts qui servaient souvent de serviteurs aux précédents ».
Fondés par des prélats, à l'origine destinés à des étudiants méritants d'origine modeste, les Colegios Mayores furent détournés de leur destination première dans la mesure où les places qu'ils offraient furent monopolisées par les fils de l'élite politique espagnole (aristocrates, nobles, letrados) dès le XVIIe siècle. Dans un contexte de multiplication des diplômés et de raréfaction des fonctions disponibles, ces derniers s'assurèrent, par cooptation, l'accès à ces écoles de grand prestige, tremplin de premier choix pour accéder à de brillantes carrières dans les fonctions les plus élevées des milieux ecclésiastiques ou dans les conseils et tribunaux royaux. Par un puissant système de clientèle et de patronage, les Colegios Mayores devinrent dès lors « une formidable machine à reproduire des serviteurs royaux, enfants de letrados en place », contribuant à une large captation des charges et à la fermeture de l'appareil d'État. Ainsi, ces letrados représentaient 57,9 % des membres du Conseil de Castille sous Philippe III d'Espagne (1578-1598-1621), 68,5 % sous Philippe IV d'Espagne (1605-1621-1665) et 72,5 % sous Charles II d'Espagne (1661-1665-1700). D'où sans doute le surnom de Colegio Mayor associé ironiquement au conseil du Roi.
Les Colegios Mayores furent supprimés temporairement en 1798.
Actuellement, les Colegios Mayores sont des résidences universitaires proposant des activités culturelles, religieuses ou sportives aux étudiants qu'ils hébergent. Ils sont généralement situés sur un campus universitaire.